# L'Homme sans passé
Pour plus de détails, voir Fiche technique et Distribution.
L'Homme sans passé (Mies vailla menneisyyttä) est une comédie dramatique finlandaise écrite, produite et réalisée par Aki Kaurismäki, sortie en 2002.

## Synopsis
Un homme (Markku Peltola) arrive à Helsinki. Il est agressé par une bande et devient amnésique. Il va alors reconstruire sa vie avec l'aide des sans-abri de la ville et de l'Armée du salut, dont fait partie Irma (Kati Outinen).

## Fiche technique
Sauf indication contraire, les informations mentionnées dans cette section peuvent être confirmées par la base de données cinématographiques IMDb,  présente dans la section « Liens externes ».
- Titre original : Mies vailla menneisyyttä
- Titre français : L'Homme sans passé
- Réalisation et scénario : Aki Kaurismäki
- Musique : Leevi Madetoja
- Décors : Markku Pätilä et Jukka Salmi
- Costumes : Outi Harjupatana
- Photographie : Timo Salminen
- Son : Jouko Lumme et Tero Malmberg
- Montage : Timo Linnasalo
- Production : Aki Kaurismäki

Coproduction : Eila Werning
- Sociétés de production : Sputnik ; Yleisradio (Yle), Pandora Filmproduktion et Pyramide Productions (coproductions)
- Société de distribution : United International Pictures
- Pays d'origine :  Finlande
- Langue originale : finnois
- Format : couleur - 1,85:1 - Dolby Digital - 35 mm
- Genre : comédie dramatique et romance
- Durée : 97 minutes
- Dates de sortie :
  - Finlande : 1er mars 2002
  - France : 6 novembre 2002
  - Suisse romande : 13 novembre 2002
  - Belgique : 4 décembre 2002

## Distribution
- Markku Peltola : M
- Kati Outinen : Irma, la capitaine de l'Armée du salut
- Juhani Niemelä : Nieminen
- Kaija Pakarinen : Kaisa Nieminen
- Sakari Kuosmanen : Anttila
- Annikki Tähti : la directrice de l'Armée du salut
- Anneli Sauli : la propriétaire du café
- Elina Salo : l'employée des chantiers navals
- Outi Mäenpää : l'employée de banque
- Esko Nikkari : l'auteur du braquage
- Pertti Sveholm : le policier de la police judiciaire
- Matti Wuori : l'avocat
- Aino Seppo : l'ex-femme de M
- Janne Hyytiäinen : Ovaskainen
- Antti Reini : l'électricien

## Production
Le tournage a lieu à Helsinki[réf. nécessaire].

## Distinctions

### Récompenses
- Festival de Cannes 2002 :
  - Grand prix pour Aki Kaurismäki
  - Prix d'interprétation féminine pour Kati Outinen
  - Prix du Jury œcuménique
  - Palme Dog pour Tähti
- Conseil nordique 2002 : Prix du film
- Jussi du meilleur film 2002 :
  - Meilleur film
  - Meilleure actrice pour Kati Outinen
  - Meilleure photographie pour Timo Salminen
  - Meilleure réalisation pour Aki Kaurismäki
  - Meilleur scénario pour Aki Kaurismäki

### Nominations
- Festival de Cannes 2002 : Palme d'or
- Jussi du meilleur film 2002 : Meilleur acteur pour Markku Peltola
- Cérémonie des Oscars 2003 : Meilleur film international

« Cher M. Pierson,
Je vous remercie pour votre invitation à la cérémonie de remise des prix de l'Académie. Je suis cependant certain que vous et l'Académie êtes conscients que nous ne vivons pas l'époque la plus noble de l'histoire de l'humanité. C'est pour cette raison que ni moi ni personne d'autre de la société Sputnik n'assistera au gala des Oscars à un moment où le gouvernement des États-Unis prépare un crime contre l'humanité en raison d'intérêts économiques éhontés. Face à cela, nous ne sommes pas d'humeur à faire la fête.
J'espère que vous comprendrez que notre décision, dans cette terrible situation, n'est pas dirigée contre l'Académie ou contre les citoyens des États-Unis. C'est uniquement le choix moral, un grain de sable dans ce monde insensé.
Le cinéma doit pouvoir vivre – mais il faudrait aussi accorder cette possibilité aux civils irakiens : enfants, femmes, hommes.
Respectueusement, »

— Aki Kaurismäki
(Peter von Bagh, « Aki Kaurismäki », Cahiers du cinéma et Festival international du film de Locarno, 2006, p. 195)

### Hommage
Dans la scène du bar, quand M se voit demander un service par celui qui a braqué la banque, on peut voir au mur un portrait de Matti Pellonpää, emprunté au film La Vie de bohème, sur lequel Kaurismaki reste de nombreuses secondes avant de changer de plan. Il s'agit sans nul doute d'un clin d'œil à son acteur fétiche disparu en 1995.